# Music Is Power
"Music Is Power" (in italiano: La musica è potere) è il secondo singolo estratto dall'album Keys to the World, del cantautore britannico Richard Ashcroft.
Il titolo della canzone ha ricevuto una cattiva critica sia dal sito internet di MTV Italia che da altre riviste e siti specializzati i quali lo ha definito "brutto".
La musicalità invece è un incrocio tra il rock alternativo e l'elettronica molto piacevole e apprezzato dai fan del cantante. Il singolo è approdato in Italia il 17 aprile 2006 ed è stato prodotto dalla Emi UK.

## CD Singolo
Il singolo "Music Is Power" è stato pubblicato in Regno Unito lo stesso giorno in cui è uscito in Italia. Inoltre in Gran Bretagna è uscito anche un LP da 7 minuti ed un Bonus DVD. Nella versione CD è contenuto il B-Side "Long Way Down". Nonostante il grande successo nelle televisioni musicali italiane il singolo si è classificato solo ventesimo nella UK Singles Chart.

### Tracce
1. "Music Is Power" - 4:01
2. "Long Way Down" - 5:42

## DVD
Il DVD bonus è uscito solo in Regno Unito e contiene i video dal vivo di Break the Night with Colour e la stessa Music is Power.

### Tracce
1. "Music Is Power" - 3:55
2. "Break the Night with Colour" (live at London's Kings College) - 5:24
3. "Music Is Power" (live at London's Kings College) - 5:20
4. "Music Is Power" (video) - 3:55
5. "Music Is Power" (making of the video) - 2:00

## Classifiche

### Classifiche settimanali
| Classifica (2006) | Posizione massima |
| ----------------- | ----------------- |
| Italia            | 42                |